# The Fall (Norah Jones)
The Fall is het vierde studioalbum van de Amerikaanse singer-songwriter Norah Jones. Het album verscheen in Nederland op 13 november 2009 onder het muzieklabel Blue Note Records en behaalde een vijfde positie in de Nederlandse hitlijsten. In de Verenigde Staten verscheen het enkele dagen later, op 17 november 2010. Daar kwam The Fall op een derde positie binnen in de Billboard 200 en werden in de eerste week 180.000 exemplaren van het album verkocht.
De eerste single van het album heet Chasing Pirates en werd reeds in oktober uitgebracht via iTunes. Naast de standaardversie van het album verscheen er ook een deluxe editie met enkele live opgenomen bonustracks.

## Totstandkoming
De nummers op het album wijken duidelijk af van de stijl van eerdere albums van Norah Jones. Voor The Fall omringde de zangeres zich met verschillende nieuwe medewerkers, waaronder producer Jacquire King, die eerder samenwerkte met onder meer Kings of Leon, Tom Waits en Modest Mouse. In samenwerking met King werden verschillende nieuwe muzikanten benaderd, waaronder de drummers Joey Waronker (die eerder werkte met onder meer Beck, R.E.M.) en James Gadson (Bill Withers), keyboardspeler James Poyser (Erykah Badu, Al Green), en de gitaristen Marc Ribot (Tom Waits, Elvis Costello), Smokey Hormel (Johnny Cash, Joe Strummer), Lyle Workman, (Bourgois Tagg), en Peter Atanasoff (Rickie Lee Jones, Tito & Tarantula).
Het ontwerp voor de albumcover werd gemaakt door fotografe Autumn de Wilde.

## Tracklist
| Nr. | Titel                                 | Schrijver(s)                        | Duur |
| --- | ------------------------------------- | ----------------------------------- | ---- |
| 1.  | Chasing Pirates                       | Norah Jones                         | 2:40 |
| 2.  | Even Though                           | Jones, Jesse Harris                 | 3:52 |
| 3.  | Light As a Feather                    | Jones, Ryan Adams                   | 3:52 |
| 4.  | Young Blood                           | Jones, Mike Martin                  | 3:38 |
| 5.  | I Wouldn't Need You                   | Jones                               | 3:30 |
| 6.  | Waiting                               | Jones                               | 3:31 |
| 7.  | It's Gonna Be                         | Jones                               | 3:11 |
| 8.  | You've Ruined Me                      | Jones                               | 2:45 |
| 9.  | Back to Manhattan                     | Jones                               | 4:09 |
| 10. | Stuck                                 | Jones, Will Sheff                   | 5:15 |
| 11. | December                              | Jones                               | 3:05 |
| 12. | Tell Yer Mama                         | Jones, Jesse Harris, Richard Julian | 3:25 |
| 13. | Man of the Hour                       | Jones                               | 2:56 |
| 14. | Can't Stop (Amazon Exclusive Version) |                                     | 4:02 |

| Nr. | Titel                             | Schrijver(s) | Duur |
| --- | --------------------------------- | ------------ | ---- |
| 1.  | It's Gonna Be                     | Jones        | 3:25 |
| 2.  | Waiting                           | Jones        | 3:33 |
| 3.  | You've Ruined Me                  | Jones        | 2:56 |
| 4.  | Jesus, etc. (Wilco cover)         |              | 3:46 |
| 5.  | Cry, Cry, Cry (Johnny Cash cover) |              | 3:15 |
| 6.  | Strangers (The Kinks cover)       | Dave Davies  | 3:35 |

## Hitnoteringen

### NederlandseAlbum Top 100
| Hitnotering: (Week 1 t/m 16) 21-11-2009 t/m 06-03-2010 Hitnotering (Week 17) 20-03-2010 Hitnotering (Week 18) 26-06-2010 Hitnotering (Week 19 t/m 20) 10-07-2010 t/m 17-07-2010 | Hitnotering: (Week 1 t/m 16) 21-11-2009 t/m 06-03-2010 Hitnotering (Week 17) 20-03-2010 Hitnotering (Week 18) 26-06-2010 Hitnotering (Week 19 t/m 20) 10-07-2010 t/m 17-07-2010 | Hitnotering: (Week 1 t/m 16) 21-11-2009 t/m 06-03-2010 Hitnotering (Week 17) 20-03-2010 Hitnotering (Week 18) 26-06-2010 Hitnotering (Week 19 t/m 20) 10-07-2010 t/m 17-07-2010 | Hitnotering: (Week 1 t/m 16) 21-11-2009 t/m 06-03-2010 Hitnotering (Week 17) 20-03-2010 Hitnotering (Week 18) 26-06-2010 Hitnotering (Week 19 t/m 20) 10-07-2010 t/m 17-07-2010 | Hitnotering: (Week 1 t/m 16) 21-11-2009 t/m 06-03-2010 Hitnotering (Week 17) 20-03-2010 Hitnotering (Week 18) 26-06-2010 Hitnotering (Week 19 t/m 20) 10-07-2010 t/m 17-07-2010 | Hitnotering: (Week 1 t/m 16) 21-11-2009 t/m 06-03-2010 Hitnotering (Week 17) 20-03-2010 Hitnotering (Week 18) 26-06-2010 Hitnotering (Week 19 t/m 20) 10-07-2010 t/m 17-07-2010 | Hitnotering: (Week 1 t/m 16) 21-11-2009 t/m 06-03-2010 Hitnotering (Week 17) 20-03-2010 Hitnotering (Week 18) 26-06-2010 Hitnotering (Week 19 t/m 20) 10-07-2010 t/m 17-07-2010 | Hitnotering: (Week 1 t/m 16) 21-11-2009 t/m 06-03-2010 Hitnotering (Week 17) 20-03-2010 Hitnotering (Week 18) 26-06-2010 Hitnotering (Week 19 t/m 20) 10-07-2010 t/m 17-07-2010 | Hitnotering: (Week 1 t/m 16) 21-11-2009 t/m 06-03-2010 Hitnotering (Week 17) 20-03-2010 Hitnotering (Week 18) 26-06-2010 Hitnotering (Week 19 t/m 20) 10-07-2010 t/m 17-07-2010 | Hitnotering: (Week 1 t/m 16) 21-11-2009 t/m 06-03-2010 Hitnotering (Week 17) 20-03-2010 Hitnotering (Week 18) 26-06-2010 Hitnotering (Week 19 t/m 20) 10-07-2010 t/m 17-07-2010 | Hitnotering: (Week 1 t/m 16) 21-11-2009 t/m 06-03-2010 Hitnotering (Week 17) 20-03-2010 Hitnotering (Week 18) 26-06-2010 Hitnotering (Week 19 t/m 20) 10-07-2010 t/m 17-07-2010 | Hitnotering: (Week 1 t/m 16) 21-11-2009 t/m 06-03-2010 Hitnotering (Week 17) 20-03-2010 Hitnotering (Week 18) 26-06-2010 Hitnotering (Week 19 t/m 20) 10-07-2010 t/m 17-07-2010 | Hitnotering: (Week 1 t/m 16) 21-11-2009 t/m 06-03-2010 Hitnotering (Week 17) 20-03-2010 Hitnotering (Week 18) 26-06-2010 Hitnotering (Week 19 t/m 20) 10-07-2010 t/m 17-07-2010 | Hitnotering: (Week 1 t/m 16) 21-11-2009 t/m 06-03-2010 Hitnotering (Week 17) 20-03-2010 Hitnotering (Week 18) 26-06-2010 Hitnotering (Week 19 t/m 20) 10-07-2010 t/m 17-07-2010 | Hitnotering: (Week 1 t/m 16) 21-11-2009 t/m 06-03-2010 Hitnotering (Week 17) 20-03-2010 Hitnotering (Week 18) 26-06-2010 Hitnotering (Week 19 t/m 20) 10-07-2010 t/m 17-07-2010 | Hitnotering: (Week 1 t/m 16) 21-11-2009 t/m 06-03-2010 Hitnotering (Week 17) 20-03-2010 Hitnotering (Week 18) 26-06-2010 Hitnotering (Week 19 t/m 20) 10-07-2010 t/m 17-07-2010 | Hitnotering: (Week 1 t/m 16) 21-11-2009 t/m 06-03-2010 Hitnotering (Week 17) 20-03-2010 Hitnotering (Week 18) 26-06-2010 Hitnotering (Week 19 t/m 20) 10-07-2010 t/m 17-07-2010 | Hitnotering: (Week 1 t/m 16) 21-11-2009 t/m 06-03-2010 Hitnotering (Week 17) 20-03-2010 Hitnotering (Week 18) 26-06-2010 Hitnotering (Week 19 t/m 20) 10-07-2010 t/m 17-07-2010 | Hitnotering: (Week 1 t/m 16) 21-11-2009 t/m 06-03-2010 Hitnotering (Week 17) 20-03-2010 Hitnotering (Week 18) 26-06-2010 Hitnotering (Week 19 t/m 20) 10-07-2010 t/m 17-07-2010 | Hitnotering: (Week 1 t/m 16) 21-11-2009 t/m 06-03-2010 Hitnotering (Week 17) 20-03-2010 Hitnotering (Week 18) 26-06-2010 Hitnotering (Week 19 t/m 20) 10-07-2010 t/m 17-07-2010 | Hitnotering: (Week 1 t/m 16) 21-11-2009 t/m 06-03-2010 Hitnotering (Week 17) 20-03-2010 Hitnotering (Week 18) 26-06-2010 Hitnotering (Week 19 t/m 20) 10-07-2010 t/m 17-07-2010 | Hitnotering: (Week 1 t/m 16) 21-11-2009 t/m 06-03-2010 Hitnotering (Week 17) 20-03-2010 Hitnotering (Week 18) 26-06-2010 Hitnotering (Week 19 t/m 20) 10-07-2010 t/m 17-07-2010 | Hitnotering: (Week 1 t/m 16) 21-11-2009 t/m 06-03-2010 Hitnotering (Week 17) 20-03-2010 Hitnotering (Week 18) 26-06-2010 Hitnotering (Week 19 t/m 20) 10-07-2010 t/m 17-07-2010 | Hitnotering: (Week 1 t/m 16) 21-11-2009 t/m 06-03-2010 Hitnotering (Week 17) 20-03-2010 Hitnotering (Week 18) 26-06-2010 Hitnotering (Week 19 t/m 20) 10-07-2010 t/m 17-07-2010 | Hitnotering: (Week 1 t/m 16) 21-11-2009 t/m 06-03-2010 Hitnotering (Week 17) 20-03-2010 Hitnotering (Week 18) 26-06-2010 Hitnotering (Week 19 t/m 20) 10-07-2010 t/m 17-07-2010 |
| Week: | 01 | 02 | 03 | 04 | 05 | 06 | 07 | 08 | 09 | 10 | 11 | 12 | 13 | 14 | 15 | 16 | | 17 | | 18 | | 19 | 20 | |
| --- | --- | --- | --- | --- | --- | --- | --- | --- | --- | --- | --- | --- | --- | --- | --- | --- | --- | --- | --- | --- | --- | --- | --- | --- |
| Positie: | 8 | 10 | 12 | 5 | 17 | 15 | 12 | 22 | 29 | 45 | 41 | 52 | 47 | 49 | 65 | 74 | uit | 98 | uit | 74 | uit | 87 | 68 | uit |